# Agrotis calcigena
Agrotis calcigena là một loài bướm đêm trong họ Noctuidae.